# Mapa Piri Reisa

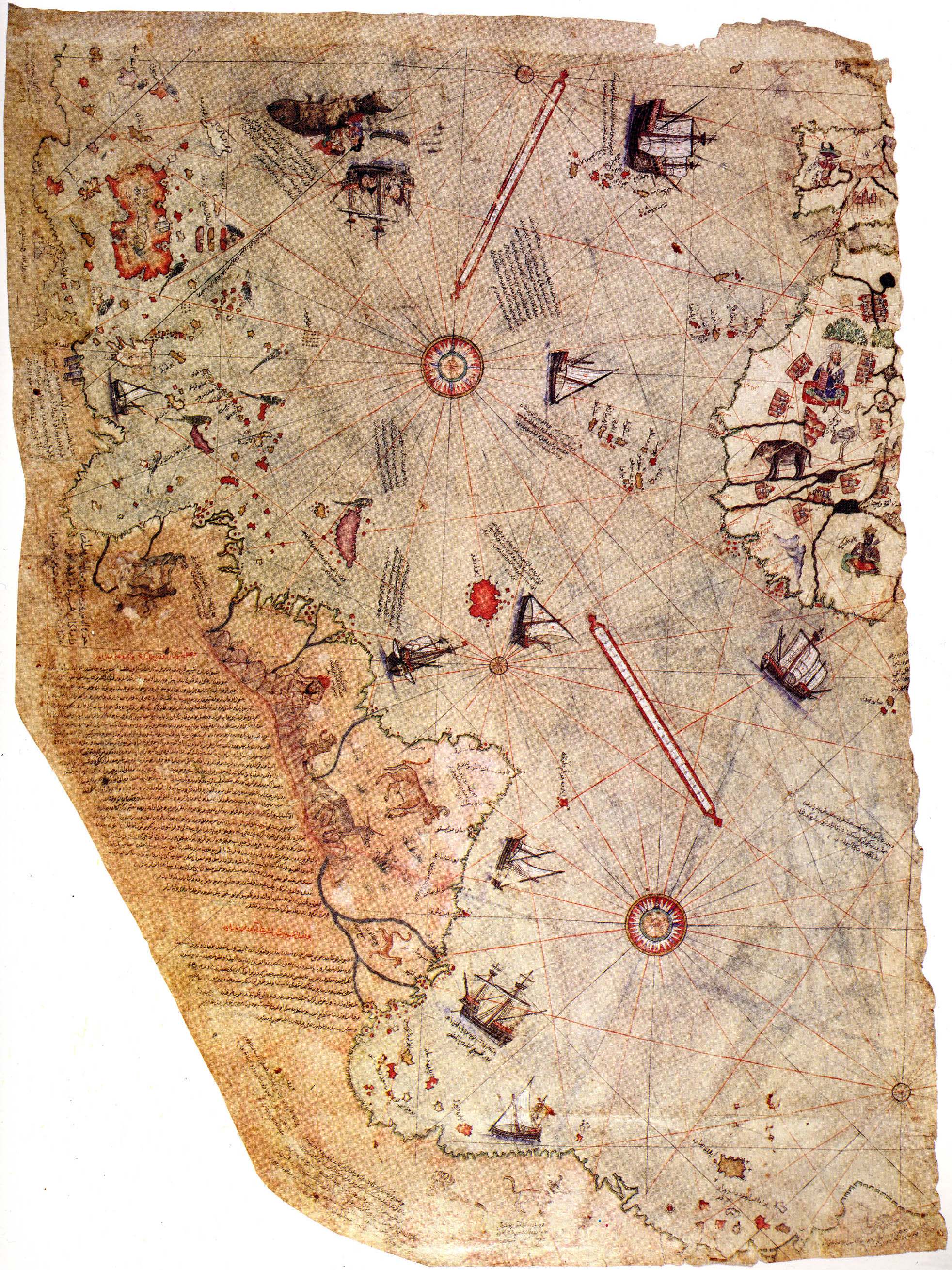
Mapa świata Piri Reisa

Mapa Piri Reisa – mapa świata wykonana w 1513 roku przez osmańskiego admirała i kartografa Piri Reisa. Do dziś przetrwała około jedna trzecia jej całości. Zachowany fragment przedstawia zachodnie wybrzeża Europy, północnej Afryki oraz Brazylii. Zaznaczone są na niej także Azory, Wyspy Kanaryjskie i mityczna wyspa Antillia.
O mapie zrobiło się głośno, kiedy okazało się, że powstała w czasach, gdy Europejczycy dopiero poznawali wybrzeża Ameryki Południowej i Karaibów, a o Falklandach czy Antarktydzie, która rzekomo także jest zaznaczona na mapie nikt nie słyszał. Jednakże Piri Reis w swoich uwagach sam przyznał, że korzystał ze starszych map, w tym także tych należących do Krzysztofa Kolumba.

## Charakterystyka
Mapa została narysowana na skórze gazeli i według różnych źródeł ma wymiary: 90×63 cm, 86×60 cm, 90×65 cm, 85×60 cm, 87×63 cm lub 86×62 cm. Rozbieżności te wynikają ze zniszczonych krawędzi, które utrudniają ustalenie jej dokładnych wymiarów. Mapa została sporządzona w 1513 roku przez Piri Reisa, który miał ją wykonać na podstawie kilkunastu innych map m.in. ptolemejskich, arabskich i portugalskich. Niektórzy badacze sądzą, że mógł się opierać na ponad dwudziestu różnych mapach.

## Historia
Mapa została odkryta 9 października 1929 roku przez niemieckiego teologa Gustava Adolfa Deissmanna, kiedy tureckie ministerstwo edukacji zleciło mu skatalogowanie zbiorów bibliotecznych w pałacu Topkapı w Stambule. Deissmann napisał do zarządcy budynku, Halila Edhema prośbę o wyszukanie w pałacu starych map i wykresów. W odpowiedzi otrzymał pominięty wcześniej zbiór różnych materiałów, wśród których znajdowała się nietypowa mapa. Deissmann podejrzewając, że może to być unikatowe znalezisko pokazał ją orientaliście, Paulowi Kahle, który zidentyfikował Piri Reisa jako jej autora. Odkrycie wywołało międzynarodową sensację, m.in. dlatego, że była to jedyna znana kopia mapy świata Krzysztofa Kolumba i jedyna pochodząca z XVI wieku, na której Ameryka Południowa była zaznaczona na właściwej długości geograficznej względem Afryki. Wcześniej przez stulecia poszukiwano „zaginionej mapy Kolumba”, która przypuszczalnie powstała podczas jego pobytu w Indiach Zachodnich.
Kiedy amerykański sekretarz stanu, Henry L. Stimson, przeczytał o odkryciu mapy w „The Illustrated London News”, skontaktował się z ambasadorem USA w Turcji Charlesem H. Sherrillem i poprosił go o przeprowadzenie śledztwa w celu ustalenia źródła mapy, które – jak sądził – mogło znajdować się w Turcji. Turecki rząd przystał na tę prośbę, jednak podjęte działania nie dały żadnych rezultatów.
Obecnie mapa znajduje się w bibliotece pałacu Topkapı w Stambule i jest rzadko prezentowana publicznie.
W latach 1999–2005 rysunek mapy znalazł się na tureckim banknocie o nominale 10 milionów lirów, oraz nowym banknocie 10 lirów z lat 2005–2009.

## Analiza
Ze względu na brak znajomości sposobu obliczania długości geograficznej mapa sporządzona została w oparciu o układ nawigacyjny zwany „różą wiatrów” – zupełnie różny od obecnie stosowanej siatki kartograficznej.
Większość specjalistów, tak jak historyk kartografii Gregory McIntosh uznaje, że dane geograficzne zawarte na mapie nie wykraczają poza wiedzę geograficzną ówczesnych Europejczyków, zaś sama mapa została najprawdopodobniej narysowana na podstawie map hiszpańskich i portugalskich. Wskazuje na to m.in. dokładne odwzorowanie wybrzeży Półwyspu Iberyjskiego i Afryki. Większość wysp karaibskich oraz północna część Ameryki Południowej również jest dość dokładna, choć Amazonka została na niej zaznaczona dwukrotnie. Mapa tego obszaru w dużej mierze pokrywa się z mapami Krzysztofa Kolumba. Nie ma natomiast żadnego podobieństwa wybrzeża Ameryki Północnej do jej prawdziwej linii brzegowej (w owym czasie była ona zresztą prawie całkowicie niezbadana). Wyjątkiem może być Nowa Fundlandia, którą oznaczono jako Antilię, co prawdopodobnie stanowi odniesienie do podróży świętego Brendana. Na wschodnim Atlantyku poprawnie umieszczono także grupy wysp, ale w niewłaściwej skali.
Chociaż często uważa się, że mapa jest niezwykle dokładna jak na swoje czasy, to według McIntosha jest ona tylko jedną z kilku tego typu. Uważa on, że jest wiele innych map świata pochodzących z XVI wieku, które są znacznie dokładniejsze, jak np. mapy Ribero, Orteliusa, czy Wrighta-Molyneuxa.

### Wybrzeże Antarktydy
Poza niewłaściwie narysowanym wybrzeżem północnoamerykańskim, błędnie odwzorowana została także południowa linia brzegowa Ameryki Południowej. Mniej więcej na wysokości dzisiejszego Rio de Janeiro jej brzeg ostro skręca na wschód i ciągnie się w miejscu Antarktydy. Jedna z popularniejszych teorii utożsamiała tę część z Ziemią Królowej Maud leżącą na Antarktydzie. Jej głównym zwolennikiem był inżynier i archeolog amator Arlington H. Mallery, który był również wielkim entuzjastą hipotetycznych prekolumbijskich kontaktów Europy i Ameryki. Współcześni badacze uważają, że ziemia zaznaczona przez Piriego nie jest Antarktydą, a autor popuścił po prostu wodze wyobraźni, podobnie jak czyniło to wielu innych ówczesnych kartografów aż do XVIII wieku. Już starożytni Grecy przewidywali istnienie południowego kontynentu (terra australis), który miałby równoważyć ziemie znajdujące się na północnej półkuli. Prawdopodobnie Piri Reis korzystał z greckich przemyśleń i uzupełnił swoją mapę o fikcyjny kontynent Terra Australis Incognita wzorem greckiego kartografa Ptolemeusza. Chociaż teorie Mallery’ego były bagatelizowane przez środowiska naukowe, to w 1966 roku amerykański profesor Charles Hapgood, w książce Maps of the Ancient Sea Kings zasugerował równie kontrowersyjne wyjaśnienia. Na podstawie analiz mapy Piri Reisa oraz innych starożytnych i późnośredniowiecznych map doszedł do wniosku, że musiała istnieć nieznana cywilizacja, która już w zamierzchłych czasach odbywała morskie podróże. To na ich mapach miał się wzorować Piri Reis, który właściwie narysował wybrzeże Antarktydy, gdyż obecnie przykrywa je lód. Utrzymane w podobnym tonie tezy wysnuł Erich von Däniken w książce Rydwany bogów (sugerował w niej wpływ kosmitów) oraz Gavin Menzies w 1421: The Year China Discovered America, który uznał, że mapy Antarktydy wykonali chińscy podróżnicy. Obie tezy zostały stanowczo odrzucone przez badaczy.